# Манькин, Эмануил Абрамович
Мендель-Эмануил Абрамович Ма́нькин (1905—1968) — советский учёный.

## Биография
Родился 15 (28 мая) 1905 года в Мстиславле (ныне Могилёвская область, Беларусь). Окончил ГЭМИКШ (январь 1927, срок учёбы 2 года 4 мес.).
Работа:
- Московский трансформаторный завод (1927—1947): инженер, с 1930 зав. испытательной станции мощных трансформаторов, затем начальник проектного бюро специальных трансформаторов (1935—1942); летом 1945 года советский представитель в Германии, майор;
- СКБ при МТЗ (1947—1960), шеф-электрик;
- Всероссийский электротехнический институт (ВЭИ) (1960—1968), зав. лабораторией трансформаторов.

Кандидат технических наук (1939). Доктор технических наук (1966).
Умер 20 апреля 1968 года. Похоронен в Москве на Востряковском кладбище.

## Награды и премии
- Сталинская премия третьей степени (1948) — за разработку конструкций мощных выпрямительных трансформаторов.